# Yamaha Niken
La Yamaha Niken è un motociclo prodotto dalla casa motociclistica giapponese Yamaha Motor dal 2018.

## Descrizione

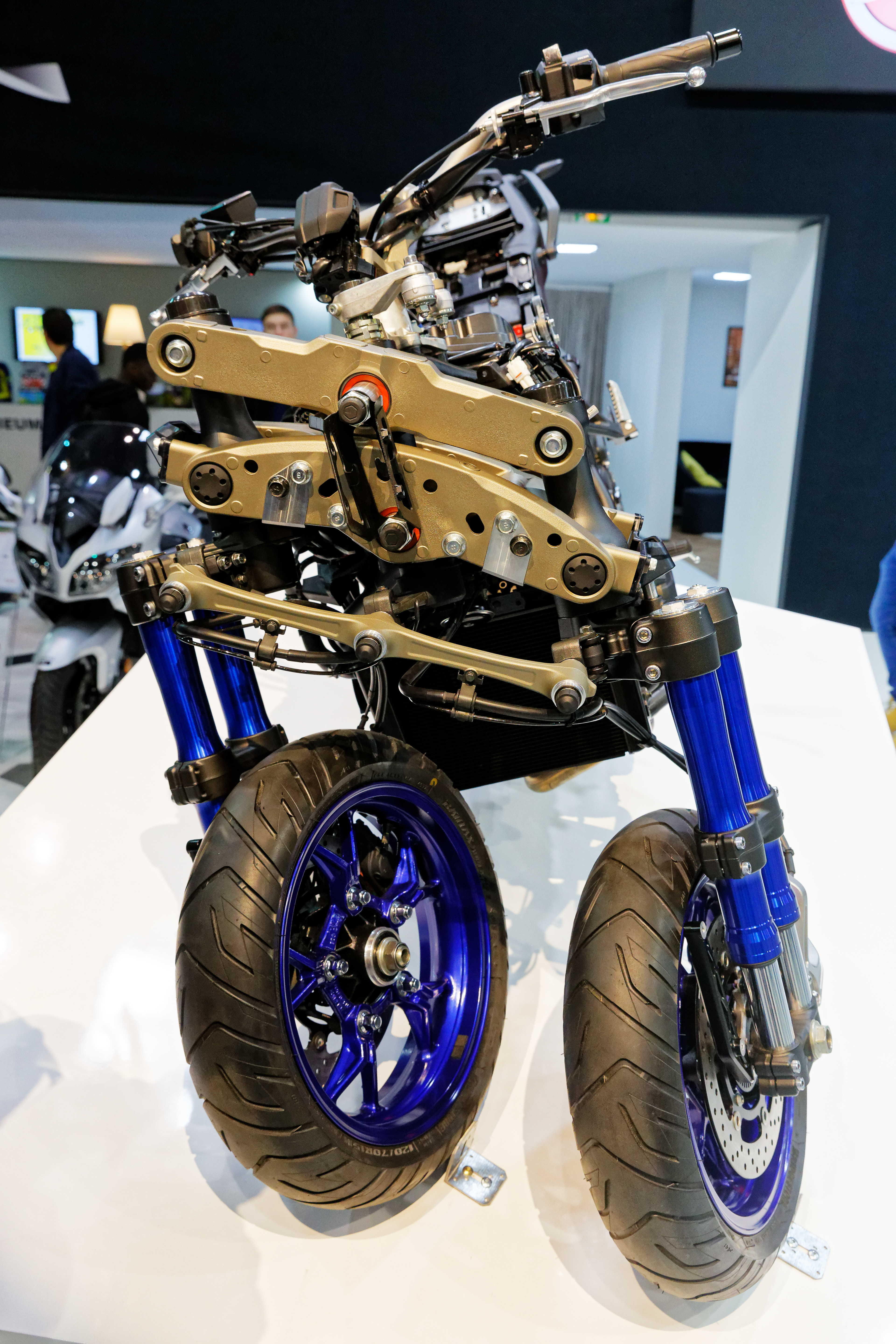
Vista a nudo del telaio e del sistema sospensivo

La Niken è una motocicletta a tre ruote, che è stata anticipata dalla concept "MWT-9" presentata da Yamaha nel 2015 al salone di Tokyo. La motocicletta fa parte della linea di motocicli LMW di Yamaha - Leaning Multi Wheel - tra cui è compreso anche la Yamaha Tricity da 125 cm³ introdotto nel 2014. Il concetto tecnico che sta alla base del Niken sono la ruota posteriore che fornisce trazione e le due ruote anteriori che danno direzionalità andando a inclinarsi congiuntamente tra loro quando la motocicletta sta effettuando una curva. Rispetto al Tricity però, presenta una peculiarità tecnica nella disposizione delle forcelle che sono montate "fuori bordo", cioè all'esterno delle ruote anziché all'interno.
Il nome Niken è una parola giapponese che significa "due spade", riferendosi al movimento delle due ruote anteriori come se fossero le lame di una spada.
Il modello è stato presentato in veste definitiva ad EICMA nel 2017. Il lancio commerciale in Giappone è avvenuto il 13 settembre 2018.
A spingere la moto c'è un motore a tre cilindri in linea raffreddato ad acqua da 847 cm³, derivato da quello montato sulle Yamaha MT-09 e Tracer 900, ma sulla Niken sono stati modificati il rapporto di trasmissione e la configurazione della ECU.
L'ABS (sistema antibloccaggio dei freni) è di serie.